# Palimna palimnoides
Palimna palimnoides är en skalbaggsart som först beskrevs av Schwarzer 1925.  Palimna palimnoides ingår i släktet Palimna och familjen långhorningar.
Artens utbredningsområde är:
- Laos.
- Nepal.
- Taiwan.

Inga underarter finns listade i Catalogue of Life.